# Marek Mikuš
Marek Mikuš, někdy uváděný jako Maroš Mikuš nebo Marián Mikuš (* 5. dubna 1968) je bývalý slovenský fotbalista, obránce.

## Fotbalová kariéra
Hrál za Plastiku Nitra, Duklu Banská Bystrica a DAC Dunajská Streda. V československé lize nastoupil ve 122 utkáních a dal 5 gólů.

## Ligová bilance
| Ročník                                      | Zápasy | Góly | Klub                  |
| ------------------------------------------- | ------ | ---- | --------------------- |
| 1. slovenská národní fotbalová liga 1984/85 | 4      | 0    | Plastika Nitra        |
| 1. slovenská národní fotbalová liga 1985/86 | 23     | 2    | Plastika Nitra        |
| 1. československá fotbalová liga 1986/87    | 21     | 0    | Plastika Nitra        |
| 1. československá fotbalová liga 1987/88    | 8      | 0    | Plastika Nitra        |
| 1. československá fotbalová liga 1987/88    | 15     | 1    | Dukla Banská Bystrica |
| 1. československá fotbalová liga 1988/89    | 27     | 1    | Dukla Banská Bystrica |
| 1. československá fotbalová liga 1989/90    | 5      | 0    | Dukla Banská Bystrica |
| 1. československá fotbalová liga 1989/90    | 5      | 0    | FC Nitra              |
| 1. československá fotbalová liga 1990/91    | 22     | 1    | DAC Dunajská Streda   |
| 1. československá fotbalová liga 1991/92    | 12     | 1    | DAC Dunajská Streda   |
| 1. československá fotbalová liga 1992/93    | 17     | 1    | DAC Dunajská Streda   |
| 1. slovenská fotbalová liga 1993/94         | 1      | 0    | DAC Dunajská Streda   |
| CELKEM                                      | 123    | 5    |                       |